# Otto Paul Weber

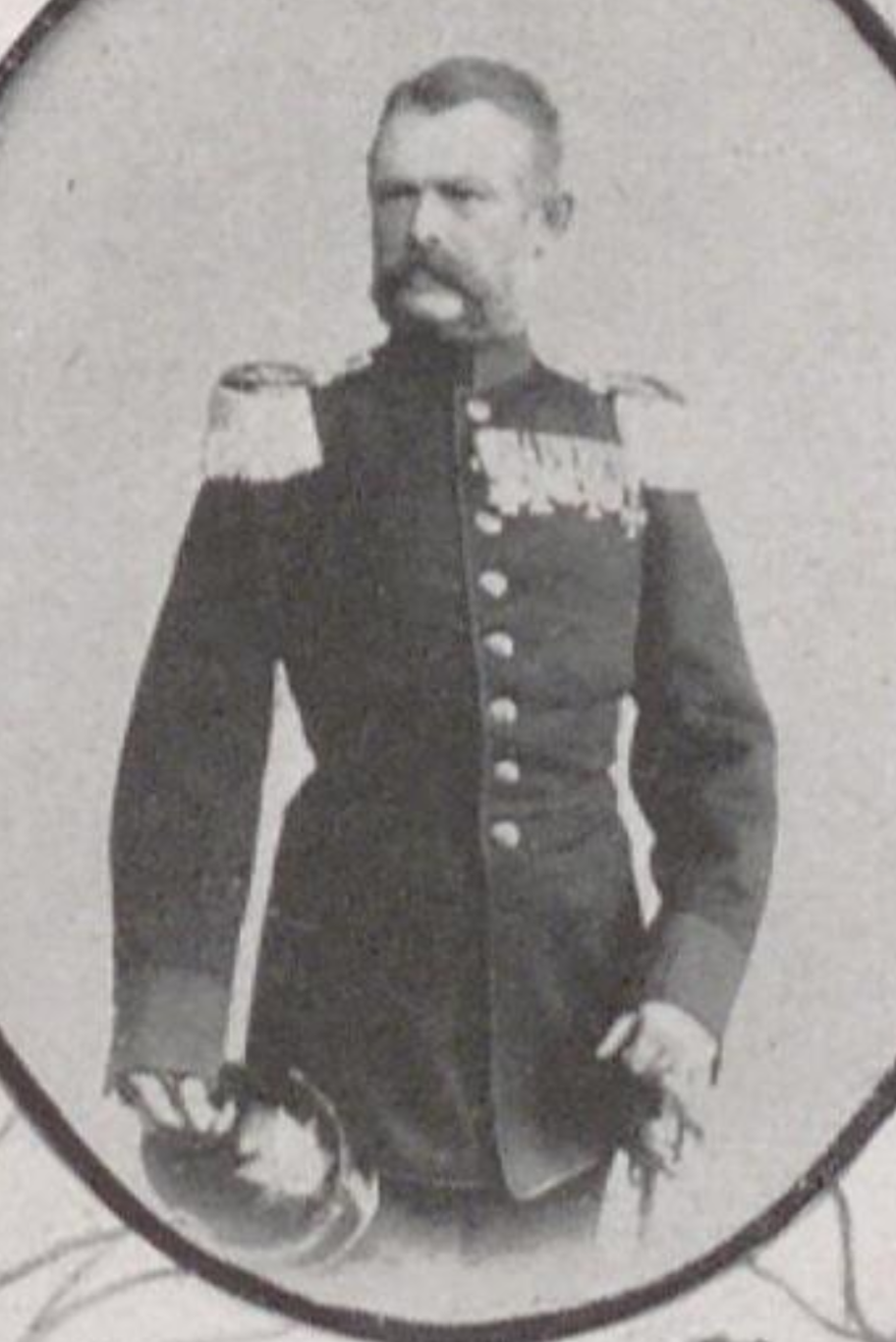
Otto Paul Weber

Otto Paul Weber (* 1836 in Bautzen; † unbekannt) war ein sächsischer Generalmajor.

## Leben
Paul Weber trat im Jahr 1851 als Kadett in den königlich-sächsischen Kadettenkorps ein. Nach vieljähriger Erziehung wurde er am 1. Januar 1855 als Fähnrich dem 3. Infanterie-Bataillon übergeben. Am 1. November desselben Jahres avancierte er zum Leutnant und durchlief in den folgenden Jahren eine typische militärische Laufbahn, wonach er am 6. August 1861 zum Oberleutnant beim 10. Infanterie-Bataillon aufstieg. Er diente zudem seit dem 1. November 1864 als Brigade-Adjutant der Leib-Infanterie-Brigade und rückte nach Ausbruch des Krieges gegen Preußen an die Front. Er konnte sich als Teil des 14. Infanterie-Bataillon in der Schlacht bei Königgrätz und im Nachtgefecht von Gitschin auszeichnen und wurde am 21. Juli 1866 mit dem Ritterkreuz des Militär-St.-Heinrichs-Ordens ausgezeichnet. Einige Tage später, am 26. Juli 1866, erfolgte seine Beförderung zum Hauptmann und Kompaniechef im Bataillon.
Nach Kriegsende und anschließender Neuorganisation der sächsischen Armee wurde er am 1. April 1867 dem neuerrichteten 1. Königlich Sächsischen Leib-Grenadier-Regiment Nr. 100 zugeteilt. Hierauf wurde er nach einigen Jahren, die er im Regiment verbrachte, am 17. Juli 1874 zum Major und am 18. April 1875 zum Bataillonskommandeur beim Infanterie-Regiment „König Wilhelm II. von Württemberg“ (6. Königlich Sächsisches) Nr. 105 befördert. Die Eigenschaft übte er zahlreiche Jahre aus, bevor er am 1. April 1881 zum Oberstleutnant befördert wurde. Am 8. Dezember 1883 wurde er etatsmäßiger Stabsoffizier beim 4. Infanterie-Regiment Nr. 103. Er stieg unter Beförderung zum Oberst am 18. April 1885 zum Regimentskommandeur des 4. Infanterie-Regiment Nr. 103 auf, bei welchem er seit dem 22. Februar schon mit der Führung beauftragt war. Nachfolgend wurde er am 13. Dezember 1889 zum Generalmajor befördert, stieg gleichzeitig zum Brigadekommandeur der 2. Infanterie-Brigade Nr. 46 auf und gab das Regiment an Oberst Moritz Wagner ab. Unter Genehmigung seines Abschiedsgesuches wurde er am 9. März 1892 als Brigadekommandeur der 5. Infanterie-Brigade Nr. 63 zur Disposition gestellt. Im selben Jahr wurde er mit dem Komturkreuz I. Klasse des Albrechtsordens ausgezeichnet.